# LES CLOCHES
LES CLOCHES（レ・クロッシュ）は、日本の器楽曲音楽ユニット。宇宿真紀子（ピアノ）宇宿直彰（チェロ）。
2001年から姉弟でピアノ/チェロデュオ（LES CLOCHES”としての活動は2008年に開始）から、日本、ヨーロッパなどで活動するクラシック音楽アーティスト。
日本人であるが、幼児期から両親の仕事の関係で渡仏しているため音楽を含め全ての教育をフランスで学び、日本人のユニットとしてはかなり異質の経歴を持つ。

## 概要
グループ名はフランス語で「鐘」の意。共に幼児期にフランスに渡り、日々教会の鐘の音を聞きながら成長したこと、ピアノとチェロのデュオを二つの鐘の響きの重なり合いに喩えたこと。スペルこそ違うが、日本語にすると同じ「レ・クロッシュ」と書かれる ”les croches”（フランス語で「8分音符」の意）になることなどから命名された。また、2人とも日本語とフランス語を話せるバイリンガルである。